# Grupo Islámico Armado
El Grupo Islámico Armado (en francés: Groupe Islamique Armé; en árabe: الجماعة الإسلامية المسلّحة‎, abreviatura GIA) fue una organización terrorista argelina, fundada en 1992, que agrupaba a los antiguos miembros del MIA (de Bouyali), descontentos del FIS y jóvenes urbanos sin ninguna afiliación hasta entonces. El primer emir del GIA, Abdelhaq Layada, fue detenido en Marruecos en 1993, sucediéndole Mourad Si Ahmed, alias “Djafar el Afgani”, que murió en combate en 1993, a los 29 años. Le sucedió Cherif Gousmi, que logró aglutinar a la mayoría de los grupos, después de una reunión celebrada con las diversas facciones en mayo de 1994. 
Fue creado a partir de grupos armados más pequeños tras el golpe militar de 1992 y el arresto e internamiento de miles de funcionarios del partido Frente Islámico de Salvación (FIS) después de que ese partido ganara la primera vuelta de las elecciones parlamentarias en diciembre de 1991. Fue encabezado por una sucesión de emires (comandantes) que fueron asesinados o arrestados uno tras otro. A diferencia de los otros grupos armados principales, el Mouvement Islamique Arme (MIA) y más tarde el Ejército de Salvación Islámico (AIS), en su búsqueda de un estado islámico, el GIA no buscó presionar al gobierno para que hiciera concesiones, sino desestabilizarlo y derrocarlo, para "purgar la tierra de los impíos". Su lema inscrito en todos los comunicados era: "sin acuerdo, sin tregua, sin diálogo".
El grupo deseaba crear "una atmósfera de inseguridad general" y empleó secuestro, asesinato y atentados con bombas, incluidos coche bomba y no solo contra fuerzas de seguridad pero civiles. Entre 1992 y 1998, el GIA llevó a cabo una campaña violenta de masacres civiles, a veces arrasando pueblos enteros en su área de operación (en particular, ataques como la Masacre de Bentalha o la Masacre de Rais). Atacó y mató a otros islamistas que habían abandonado el GIA o habían intentado negociar con el gobierno. También tuvo como objetivo a civiles extranjeros que vivían en Argelia y mató a más de 100 hombres y mujeres expatriados en el país. El grupo estableció una presencia fuera de Argelia, en Francia, Bélgica, Gran Bretaña, Italia y los Estados Unidos, y lanzó ataques terroristas en Francia en 1994 y 1995. La "principal fuerza islamista indiscutible" en Argelia en 1994, aunque en 1996, varios militantes "desertaron en masa", alentados por la continua ejecución de civiles y líderes islamistas.
En 1999, el gobierno realizó una amnistía motivando a un gran número de yihadistas a "arrepentirse". Los restos del GIA propiamente dicho fueron cazados durante los dos años siguientes, dejando un grupo escindido el Grupo Salafista para la Predicacion y el Combate (GSPC), que anunció su apoyo a Al-Qaeda en octubre de 2003. Se discute hasta qué punto el grupo fue un agente infiltrado y manipulado por los servicios de seguridad argelinos.
El GIA es considerado una organización terrorista por los gobiernos de Argelia y el Francia. El GIA sigue siendo una organización proscrita en el Reino Unido en virtud de la Ley de terrorismo del 2000..

## Actividades

### Fundación
De acuerdo con veteranos argelinos la yihad afgana que fundaron el GIA, la idea de formar un grupo armado para luchar contra el gobierno argelino no se desarrolló después del golpe sino en 1989 después de que los líderes del Movimiento Armado Islámico (MIA) de Mustafa Bouyali, fueron liberados de prisión, pero no se actuó debido al espectacular éxito político electoral del FIS.
A principios de 1992, Mansour Meliani, un antiguo ayudante de Bouyali, junto con muchos "afganos", rompió con su antiguo amigo Abdelkader Heresay y abandonó el MIA (Movimiento Armado Islámico), fundando su propio grupo yihadista alrededor de julio de 1992. Meliani fue arrestado en julio y ejecutado en agosto de 1993. Meliani fue reemplazado por Mohammed Allal, alias Moh Leveilley, quien fue asesinado el 1 de septiembre de 1992 por los militares argelinos cuando atacaron una reunión celebrada para unificar el mando de la yihad.
La situación económica de Argelia era una situación desesperada, en la que la mayoría de los jóvenes estaban desempleados, dejando a muchos jóvenes sin esperanza para el futuro. El GIA pudo actuar como un lugar para que los jóvenes se sintieran parte de algo más grande.

#### Abdelhak Layada
Leveilley fue reemplazado en enero de 1993 por Abdelhak Layada, quien declaró a su grupo independiente de la FIS y MIA y no obediente a sus órdenes. Adoptó al radical Omar El-Eulmi como guía espiritual, y Layada afirmó que "el pluralismo político es equivalente a la sedición".  También creía que la yihad en Argelia era fardayn, o una obligación individual de los hombres musulmanes adultos.
Layada amenazó no solo a las fuerzas de seguridad, sino también a los periodistas ("nietos de Francia") y a las familias de los soldados argelinos. Desde sus inicios, el GIA pidió e implementó el asesinato de cualquier persona que colaborara con las autoridades o las apoyara, incluidos empleados gubernamentales como maestros y funcionarios públicos. Layada no duró mucho y fue arrestado en Marruecos en mayo de 1993.
Este fue el primer grupo que estableció conexión con Al Qaeda, que lo fue dejando caer a partir de las matanzas de Rais y Bentalha, en septiembre de 1997. En marzo del 2006, Abdelhak Layada fue liberado de prisión, medidas de amnistía previstas en la Carta por la Paz y la Reconciliación lanzada por el presidente, Abdelaziz Buteflika, incluso ofreciéndose como mediador para buscar una tregua entre el gobierno y el Grupo Salafista para la Predicacion y el Combate.

#### Djafar al-Afgani
En agosto de 1993,  Seif Allah Djafar, alías Mourad Si Ahmed, también conocido como Djafar al-Afghani, un traficante de 30 años sin educación más allá de la escuela primaria, se convirtió en emir del GIA. La violencia se intensificó bajo Djafar, al igual que la base de apoyo del GIA fuera de Argelia.
Bajo él, el grupo nombró y asesinó a periodistas e intelectuales específicos (como Tahar Djaout), diciendo que "Los periodistas que luchan contra el islamismo a través de la pluma morirán a espada". El GIA afirmó explícitamente que "no representaba al brazo armado del FIS", y emitió amenazas de muerte contra varios miembros de FIS y MIA, incluidos Heresay de MIA y Kebir y Redjam de FIS.
Aproximadamente cuando al-Afghani asumió el poder del GIA, un grupo de yihadistas argelinos que regresaban de Afganistán llegó a Londres. Junto con el intelectual islamista Abu Qutada, pusieron en marcha una revista semanal, "Usrat al-Ansar", como medio de propaganda del GIA. Abu Qatada "proporcionó el poder de fuego intelectual e ideológico" para justificar las acciones del GIA, y la revista se convirtió en "una fuente confiable de noticias e información sobre el GIA para los islamistas de todo el mundo".
El GIA pronto amplió sus ataques a los civiles que se negaban a vivir de acuerdo con sus prohibiciones y luego a los extranjeros que vivían en Argelia. Un rehén liberado el 31 de octubre de 1993 llevaba un mensaje que ordenaba a los extranjeros "salir del país. Les damos un mes. Cualquiera que exceda ese período será responsable de su propia muerte súbita".  Para fines de 1993 26 extranjeros fueron asesinados. En noviembre de 1993, el jeque Mohamed Bouslimani "una figura popular que era prominente" en partido Hamas (no confundirse con el movimiento palestino) de Mahfoud Nahnah, fue secuestrado y ejecutado después de "negarse a emitir una fatwa que respalda las tácticas del GIA". Djafar fue asesinado por miembros del Groupe d’Intervention de la Gendarmerie Nationale el 26 de febrero de 1994 durante la redada en Vuelo 8969 de Air France.

#### Cherif Gousmi
Cherif Gousmi, también conocido como Abu Abdallah Ahmed, se convirtió en emir el 10 de marzo de 1994. Bajo su mando, el GIA alcanzó su "punto más alto", y se convirtió en la "principal fuerza islamista indiscutible" en Argelia. En mayo, los líderes islamistas Abderrezak Redjam (supuestamente representando al FIS), Mohammed Said, y el exiliado Anwar Haddam y el MEI Said Makhloufi se unieron el GIA; un golpe para la FIS y sorpresa ya que el GIA había estado lanzando amenazas de muerte contra los tres desde noviembre de 1993. Esto fue interpretado por muchos observadores como resultado de una competencia intra-FIS o como un intento de cambiar el rumbo del GIA desde adentro. El 26 de agosto, el grupo declaró un "Califato", o gobierno islámico de Argelia, con Gousmi como Comandante de los fieles y Mohammed Said como jefe de gobierno, Haddam, con sede en Estados Unidos, como ministro de Relaciones Exteriores y Mekhloufi como ministro del Interior provisional.
Sin embargo, al día siguiente, Said Mekhloufi anunció su retirada del GIA, alegando que el GIA se había desviado del Islam y que este "Califato" era un esfuerzo de Mohammed Said para hacerse cargo del GIA, y Haddam poco después negó haberse unido a él. , afirmando que este Califato fue una invención de los servicios de seguridad. El GIA continuó atacando a sus objetivos habituales, en particular asesinando a artistas, como Cheb Hasni, y a fines de agosto agregó uno nuevo a su lista, amenazando escuelas que permitían clases mixtas, música, gimnasia para niñas o no usar hijab y con incendiar las instalaciones. Murió en combate el 26 de septiembre de 1994.

#### Djamel Zitouni
Cherif Gousmi fue eventualmente sucedido por Djamel Zitouni quien se convirtió en jefe de GIA el 27 de octubre de 1994. Fue el responsable de llevar a cabo una serie de atentados con bombas en Francia en 1995. Fue asesinado por una facción rival el 16 de julio de 1996.

#### Antar Zouabri y el takfir
Antar Zouabri, fue el emir de mayor duración en el GIA (1996–2002) fue nominado por una facción del GIA "considerada cuestionable por los demás".  El activista de 26 años era un "íntimo confidente" de Zitouni y continuó su política de "violencia cada vez mayor y purgas redobladas".  Zouabri abrió su reinado como emir con la publicación de un manifiesto titulado  La espada afilada , presentando a la sociedad argelina como resistente a la yihad y lamentó que la mayoría de la gente había "abandonado la religión y renunciado a la batalla contra sus enemigos", pero tuvo cuidado en negar que el GIA haya acusado alguna vez a la propia sociedad argelina de impiedad kufir). 
Convencido de la ortodoxia salafista de Zouabri, el veterano egipcio de la jihad afgana Abu Hamza reinició el boletín Al-Ansar en Londres. Durante el mes de Ramadán (enero-febrero de 1997), cientos de civiles murieron en masacres, algunos de ellos siendo degollados. Las masacres continuaron durante meses y culminaron en agosto y septiembre cuando cientos de hombres, mujeres y niños fueron asesinados en las aldeas de Rais]], Bentalha y Beni Messous. Las mujeres embarazadas fueron cortadas en rodajas, los niños fueron cortados en pedazos o estrellados contra las paredes, los miembros de los hombres fueron cortados uno por uno y, cuando los atacantes se retiraban, secuestraban a mujeres jóvenes para mantenerlas como esclavas sexuales. El GIA emitió un comunicado firmado por Zouabri reivindicando las masacres y justificándolas (en contradicción con su manifiesto) declarando impíos (takfir) a todos aquellos argelinos que no se habían sumado a sus filas. En Londres, Abu Hamza criticó el comunicado y dos días después (29 de septiembre) anunció el fin de su apoyo y el cierre del boletín, cortando la comunicación de GIA con la comunidad islamista internacional y el resto del mundo exterior. En Argelia, las matanzas le quitaron el apoyo popular al GIA (aunque la evidencia mostró que las fuerzas de seguridad cooperaron con los asesinos para evitar que los civiles escaparan, y es posible que incluso hayan controlado al GIA). Una semana antes, los insurgentes del AIS anunciaron que declararían una tregua unilateral a partir de octubre. Estos eventos marcaron el final de la "jihad organizada en Argelia", según una el periodista Gilles Kepel.
Aunque rara vez se supo de Zouabri después de esto y la jihad se agotó, las masacres "continuaron sin cesar" durante 1998 encabezadas por emires independientes con "ingredientes de vendettas y disputas locales" añadidos a la supuesta jihad contra el gobierno. Los grupos armados "que antes habían pertenecido al GIA" continuaron matando, algunos reemplazando la jihad con simple bandidaje, otros ajustando cuentas con los "patriotas" progubernamentales u otros, algunos se alistaron a los servicios de los terratenientes y atemorizaron a los ocupantes ilegales fuera de propiedad. En 1999, el GIA rechazó oficialmente la "Ley de Concordia Civil" que otorgaba amnistía a los combatientes, pero muchos combatientes islamistas de base la aceptaron. se estima que el 85% entregó las armas y regresó a la vida civil.
La facción escindida del Grupo Salafista para la Predicación y el Combate (GSPC) parece haber eclipsado al GIA desde 1998 y actualmente la CIA lo evalúa como el grupo armado más peligroso de Argelia. Tanto el liderazgo del GIA como del GSPC continúan proclamando su rechazo a la amnistía del presidente Bouteflika, pero a diferencia del GIA, el GSPC ha declarado que evita ataques contra civiles. Durante el mando de Zouabri, el grupo tuvo una expansión en territorio español, llevándose a cabo el importante arrestos de 11 terroristas en Valencia y 4 en Barcelona en abril de 1997.
El propio Zouabri murió en un tiroteo con las fuerzas de seguridad el 9 de febrero de 2002. El GIA, desgarrado por escisiones y deserciones y denunciado por todos los bandos, incluso en el movimiento islamista, fue destruido lentamente por las operaciones del ejército durante los años siguientes; en el momento de la muerte de Antar Zouabri estaba fuertemente debilitado.

### El GIA y el uso de la violencia
En Argelia, el deseo de tener una versión violenta y armada del islamismo no fue el modo de acción principal del GIA. No existía la idea de utilizar la violencia como una noción de sacrificio o martirio, que es bastante común en otros grupos islamistas. En este caso, el GIA utilizó la violencia como instrumento de cambio para tener una transformación social dentro de Argelia. El estado, a los ojos del GIA, era enemigo del Islam. Para destruirlo, utilizarían una estrategia de guerrilla rural y urbana organizada. Los combatientes respaldados por la sociedad tendrían la capacidad de derrocar al estado y crear un nuevo régimen basado en la ley islámica, la Sharía.
Para desestabilizar al estado, el GIA instigó el terror en todo el país. Utilizar actos de violencia como asesinatos planeados, atentados con bomba en vehículos, secuestros. A menudo atacaban a miembros del ejército y la policía argelina. Con el paso del tiempo, el GIA no limitó su violencia solo a los funcionarios estatales. También utilizaron la violencia como medio de control social sobre la población civil. Cometerían asesinatos teatrales frente a grandes grupos de personas para poder sembrar el miedo y hacer que la gente apoye su causa. Dos asesinatos notables por parte del GIA fueron el asesinato de Abdelkader Alloula, un director de teatro en Argelia y Cheb Hasni, el cantante de música raï más popular.

### Ocaso del grupo
En 1999, tras la elección de un nuevo presidente, Abdelaziz Bouteflika, una nueva ley otorgó amnistía a la mayoría de las guerrillas, lo que motivó a un gran número de personas a "arrepentirse" y volver a la vida normal. La violencia disminuyó sustancialmente después de que Antar Zouabri fuera asesinado en 2002, Rachid Abou Tourab lo sucedió y, al parecer, fue asesinado por colaboradores cercanos en julio de 2004. Fue reemplazado por Boulenouar Oukil. El 7 de abril de 2005, se informó que el GIA había matado a 14 civiles en un bloqueo de carretera falso. Tres semanas después, el 29 de abril, Oukil fue arrestado. Nourredine Boudiafi fue el último "emir" conocido del GIA. Fue arrestado en algún momento de noviembre de 2004, su arresto fue anunciado por el gobierno argelino en enero de 2005.
Un grupo disidente del GIA que se formó en la periferia de la Cabilia (costa norte central) en 1998, llamado Grupo Salafista para la Predicación y el Combate (GSPC), rechazó la amnistía. Se disoció de la anterior matanza indiscriminada de civiles y volvió a las clásicas tácticas MIA-AIS de apuntar a las fuerzas combatientes. Esta ruptura fue dirigida por Hassan Hattab. En octubre de 2003, anunciaron su apoyo a Al-Qaeda y en 2006, Ayman al-Zawahiri anunció una "unión bendita" entre los dos grupos. En 2007, el grupo cambió su nombre a Al Qaeda del Magreb Islámico. Se ha centrado en el secuestro para obtener un rescate como medio para recaudar fondos y se estima que recaudó más de 50 millones de dólares entre 2003 y 2013.

## Posible participación del gobierno argelino
Se han hecho varias afirmaciones de que el GIA estaba fuertemente infiltrado al más alto nivel por agentes de la inteligencia argelina como el Departamento de Inteligencia y Seguridad (en francés: Département du Renseignement et de la Sécurité) (DRS), que llevaron a la organización a una violencia excesiva contra los civiles para socavar su apoyo popular.
Según Heba Saleh de BBC News,
Fuentes de la oposición argelina alegan que el grupo puede haber sido manipulado en ocasiones por elementos dentro de los círculos militares y de inteligencia gobernantes. Una serie de masacres en el verano de 1997, en las que murieron cientos de personas, tuvo lugar cerca de los cuarteles del ejército argelino, pero nadie acudió en ayuda de las víctimas.
Fouad Ajami escribiendo en The New Republic en 2010: llamó al GIA "un hijo bastardo del encuentro entre los islamistas y los servicios de seguridad del régimen". Otra fuente, el periodista [Nafeez Ahmed afirma que 'Yussuf-Joseph', un "agente secreto de carrera" anónimo de 14 años en la seguridad militar de Argelia que desertó a Gran Bretaña en 1997 y afirma haber tenido acceso a " todos los faxes secretos", le dijo a Ahmed que las atrocidades del GIA no eran obra de 'extremistas islámicos', sino que estaban 'orquestadas' por 'Mohammed Mediane, jefe del servicio secreto argelino', y el 'General Smain Lamari', jefe de 'el agencia de contrainteligencia' y... 'En 1992 Smain creó un grupo especial, L'Escadron de la Mort (el Escuadrón de la Muerte)... Los escuadrones de la muerte organizaron las masacres...' incluyendo 'al menos' dos de las bombas en París en el verano de 1995. Esa operación fue (supuestamente) 'dirigida por el coronel Souames Mahmoud, alias Habib, jefe del servicio secreto en la embajada de Argelia en París'. Según Ahmed, "el testimonio de Joseph ha sido corroborado por numerosos desertores de los servicios secretos argelinos".
Ahmed también afirma que "la inteligencia británica creía que el gobierno argelino estaba involucrado en atrocidades, lo que contradecía la opinión que el gobierno afirmaba en público". Sin embargo, según Andrew Whitley de Human Rights Watch, "Estaba claro que los grupos islamistas armados eran responsables de muchos de los asesinatos de civiles y miembros de las fuerzas de seguridad que las autoridades les habían atribuido. Según el Informe en la sombra sobre Argelia, argelinos como Zazi Sadou han recopilado testimonios de sobrevivientes de que sus atacantes fueron desenmascarados y fueron reconocidos como radicales locales, en un caso incluso un miembro electo del FIS.
Según Max Abrahms, "la acusación de bandera falsa surgió porque los ataques civiles dañaron al GIA, sin evidencia alguna" que la respalde. Abrahms describe la proliferación de ataques de bandera falsa, teorías conspirativas, y conspiraciones del 11-S, como una reacción común a los efectos generalmente contraproducentes de la violencia terrorista, pero señala que es una falacia suponer que la los perpetradores y los beneficiarios del terrorismo deben ser los mismos. Abrahms cita a Mohammed Hafez, un académico experto en el tema que concluyó: "La evidencia no respalda la afirmación de que las fuerzas de seguridad fueron los principales culpables de las masacres, o incluso los conspiradores voluntarios en la violencia bárbara contra los civiles. En cambio, la evidencia apunta al GIA como el principal perpetrador de las masacres".

### Lista de líderes
- Mansour Meliani: julio de 1992, detenido ese mismo mes.
- Abdelhak Layada: de enero de 1993 a mayo de 1993
- Seif Allah Djaafar alias Mourad Si Ahmed, alias Djaafar al-Afghani: desde agosto de 1993 hasta su muerte el 26 de febrero de 1994.[21]
- Cherif Gousmi alias Abu Abdallah Ahmed: desde el 10 de marzo de 1994 hasta su muerte en combate el 26 de septiembre de 1994.[27]
- Djamel Zitouni: del 27 de octubre de 1994 al 16 de julio de 1996.[53]
- Antar Zouabri: de 1996 al 9 de febrero de 2002.[7][35]
- Rachid Abou Tourab: asesinado en julio de 2004.
- Boulenouar Oukil: arrestado el 29 de abril de 2005.
- Nourredine Boudiafi: arrestado en algún momento de noviembre de 2004.[54]